# Vicksburg (Míchigan)
Vicksburg es una villa ubicada en el condado de Kalamazoo, en el estado estadounidense de Míchigan. En el Censo de 2010 tenía una población de 2906 habitantes y una densidad de 355,63 personas por km².

## Geografía
Vicksburg se encuentra ubicada en las coordenadas 42°7′23″N 85°32′17″O / 42.12306, -85.53806. Según la Oficina del Censo de los Estados Unidos, Vicksburg tiene una superficie total de 8.17 km², de la cual 7.81 km² corresponden a tierra firme y (4.47%) 0.37 km² es agua.

## Demografía
Según el censo de 2010, había 2906 personas residiendo en Vicksburg. La densidad de población era de 355,63 hab./km². De los 2906 habitantes, Vicksburg estaba compuesto por el 95.91% blancos, el 0.55% eran afroamericanos, el 0.28% eran amerindios, el 0.58% eran asiáticos, el 0.58% eran de otras razas y el 2.1% pertenecían a dos o más razas. Del total de la población el 3.2% eran hispanos o latinos de cualquier raza.